# Drosophila gasici
Drosophila gasici är en tvåvingeart som beskrevs av Brncic 1957. Drosophila gasici ingår i släktet Drosophila och familjen daggflugor.
Artens utbredningsområde täcker Chile, Colombia, Argentina, Venezuela, Ecuador och Bolivia.